# Szatan na Kabatach
Szatan na Kabatach – debiutancki solowy album Arkadiusza Jakubika. Wydany został w kwietniu 2018 roku przez wytwórnię Universal Music Polska. Wydawnictwo zawiera dwanaście utworów, trzy z nich ukazały się również w wersjach singlowych oraz nakręcono do nich teledyski.

## Lista utworów
| Nr  | Tytuł                       | Tekst                                               | Muzyka            | Długość |
| --- | --------------------------- | --------------------------------------------------- | ----------------- | ------- |
| 1.  | Dziś w internecie           | Kuba Galiński, Arkadiusz Jakubik, Marcin Świetlicki | Galiński, Jakubik | 4:40    |
| 2.  | Psy                         | Świetlicki                                          | Galiński, Jakubik | 2:57    |
| 3.  | Szatan na Kabatach          | Krzysztof Varga                                     | Galiński, Jakubik | 4:32    |
| 4.  | Niemost                     | Jakubik, Varga                                      | Galiński, Jakubik | 4:45    |
| 5.  | Atomowy skuter              | Jakubik, Varga                                      | Galiński, Jakubik | 3:33    |
| 6.  | Cudowne pogaństwo           | Jakubik, Varga                                      | Galiński, Jakubik | 4:00    |
| 7.  | Plaża                       | Jakubik, Varga                                      | Galiński, Jakubik | 3:20    |
| 8.  | Wyliczanka                  | Varga                                               | Galiński, Jakubik | 3:26    |
| 9.  | Historia z banalnego miasta | Jakubik, Varga                                      | Galiński, Jakubik | 4:05    |
| 10. | Świat po końcu świata       | Varga                                               | Galiński, Jakubik | 3:32    |
| 11. | Plan antypaństwowy          | Jakubik, Varga                                      | Galiński, Jakubik | 4:11    |
| 12. | Twoje zniknięcie            | Jakubik, Varga                                      | Galiński, Jakubik | 3:39    |

## Twórcy
- Arkadiusz Jakubik – wokal
- Kuba Galiński – gitary, gitara basowa, instr. klawiszowe, instr. perkusyjne, saksofon (utwór 8), wokal (utwory 9 i 11), produkcja muzyczna, realizacja nagrań, miksowanie
- Tomasz Ziętek – trąbka (utwory 7 i 12)
- Jacek Gawłowski – mastering
- Rafał Kudyba – zdjęcia
- Tomasz Kudlak - projekt graficzny okładki